# Jeune Afrique
Jeune Afrique ist ein französischsprachiges Wochenmagazin zur Politik, Wirtschaft und Kultur des afrikanischen Kontinents.
Jeune Afrique ging aus einer 1955 in Tunis gegründeten Wochenzeitung mit dem Titel L’Action (erschien 1955–1958) und der 1960 als Nachfolgemedium gegründeten Action-Afrique (1960–1961) hervor.
Die Zeitschrift Jeune Afrique erschien mit dieser Bezeichnung erstmals im November 1961 in Tunis mit der laufenden Nummer 60 unter der Redaktionsleitung von Béchir Ben Yahmed, verlegte später seinen Verlagssitz nach Rom und ab 1964 nach Paris. Im Jahre 1967 kam mit den Editions Jeune Afrique ein Buchverlag zur Verlagstätigkeit hinzu. Ab 1983 Herausgabe der Monatszeitschrift Afrique Magazine (AM). Das Redaktionskonzept erlebte mehrfach ein Relaunch, zuletzt 1995 und 1999, mit Erscheinen der 2000. Ausgabe. Unter den Chefredakteuren des Magazins befand sich u. a. der spätere guineische Oppositionsführer Siradiou Diallo, der von 1970 bis 1991 für Jeune Afrique arbeitete, und der libanesische Autor Amin Maalouf, der in den 70er/80er Jahren Chefredakteur von Jeune Afrique war.
Neben den Printausgaben der Verlagsgruppe unterhält die Groupe Jeune Afrique eine Online-Ausgabe.
Seit 2005 veröffentlicht die Verlagsgruppe auch die englischsprachige Monatszeitschrift The Africa Report.